# Prihradzany
Prihradzany jsou obec na Slovensku v okrese Revúca. Žije zde 73 obyvatel. První písemná zmínka pochází z roku 1262.
V obci se nachází klasicistní evangelický kostel z roku 1798 a románská rotunda svatý Anny z první poloviny 13. století. Stavba má kruhový půdorys s vnějším průměrem 9,7 m. Nachází se na vyvýšenině mimo území obce.